# Hyloscirtus japreria
Hyloscirtus japreria é uma espécie de rã que habita na Serra de Perijá, entre a Venezuela e a Colômbia, cuja descoberta foi anunciada em março de 2018.
O nome científico refere-se aos japrérias, um povo que habita na região de Perijá. Os machos medem entre 2,8 e 3,2 centímetros e as fêmeas entre 3,5 a 3,9 cm.